# Distretto di Çanakkale
Il distretto di Çanakkale (in turco Çanakkale ilçesi) costituisce il distretto centrale della provincia di Çanakkale, in Turchia.

## Geografia fisica
Il distretto si trova sulla sponda asiatica dello stretto dei Dardanelli. Confina con i distretti di Lapseki, Çan, Bayramiç e Ezine.

## Amministrazioni
Al distretto, oltre al centro capoluogo, appartengono 3 comuni e 50 villaggi.

### Comuni
- Çanakkale (centro)
- Kepez
- Kumkale
- İntepe

### Villaggi
| - Akçalı - Akçapınar - Akçeşme - Alanköy - Aşağıokçular - Belen - Bodurlar - Çamyayla - Çiftlikdere - Çınarlı - Çıplak - Civler - Dedeler - Denizgöründü - Dümrek - Elmacık - Gökçalı | - Güzelyalı - Halileli - Haliloğlu - Işıklar - Kalabaklı - Kalafat - Karacalar - Karacaören - Karapınar - Kayadere - Kemalköy - Kirazlı - Kızılcaören - Kızılkeçili - Kocalar - Kurşunlu - Maraşalfevziçakmak | - Musaköy - Ortaca - Ovacık - Özbek - Salihler - Saraycık - Sarıbeyli - Sarıcaeli - Serçiler - Taşlıtarla - Terziler - Tevfikiye - Ulupınar - Yağcılar - Yapıldak - Yukarıokçular |